# Przedmieście Górne (Biecz)
Przedmieście Górne – część miasta Biecz, położona na północnym wschodzie miasta, w rejonie ulicy Przedmieście Górne.
Dawniej samodzielna gmina jednostkowa Biecz Vorstadt.